# Agneta Bolme Börjefors
Agneta Bolme Börjefors, född Bolme 26 april 1941 i Solna, död 11 augusti 2008 på Lidingö, var en svensk programledare och TV-producent vid Sveriges Television.

## Biografi
Agneta Bolme Börjefors ville bli skådespelare, men när hon misslyckades vid antagningsprovet till Dramatens elevskola hamnade hon istället som 19-åring på TV och som programledare på Måndagsposten. Programmet var ett av SVT:s första ungdomsprogram genom tiderna och visade filminslag från hela världen under rubriken "In- och utlandsnytt för flickor och pojkar". 1965 fick hon fast anställning som scripta på SVT, och där kom hon att arbeta fram till sin pensionering i april 2008.
Agneta Bolme Börjefors arbetade med många olika typer av TV-produktioner. Hennes ungdoms skådespelardrömmar kom i viss mån också att gå i uppfyllelse när TV-serien Ett köpmanshus i skärgården spelades in efter Emilie Flygare-Carléns roman. Bolme Börjefors fick då den kvinnliga huvudrollen, Emilia. Hon gjorde även rösten till figuren Drutten i hela 800 avsnitt i dockteaterserien Drutten och Gena. 1992 var hon sommarvärd i radioprogrammet Sommar i Sveriges Radio. Hon utgjorde tillsammans med Adde Malmberg det vinnande laget i frågeprogrammet På spåret år 2000.
Som programledare ledde Agneta Bolme Börjefors magasinsprogram som Kafé 18 med Jan Bonnevier och Söndagsöppet under flera år. 1988–89 ledde hon det direktsända programmet Svepet: 2xBolme tillsammans med brodern Tomas Bolme. Mot slutet av karriären riktade hon in sig på dokumentärer och evenemang, oftast med kungliga förtecken. Hon var flera gånger medverkande i SVT:s sändningar från Nobelfesten och under 2000-talet ledde hon det årligt återkommande programmet Året med kungafamiljen. Den 6 juni 2008 belönades hon med medalj ur kung Carl XVI Gustafs hand.
Agneta Bolme Börjefors var äldre syster till skådespelaren Tomas Bolme. Tillsammans med maken ingenjör Allan Börjefors fick hon 1975 en son. Hon avled i bröstcancer och är begravd på Lidingö kyrkogård.

## Utmärkelser
- 2008: Stiftelsen Sveriges nationaldag och Svenska flaggans dags Kungliga förtjänstmedalj[5]

## Filmografi
- 1957 - Snödrottningen - Kaj (röst) [6]
- 1969 - Drutten och Gena - Drutten (röst)
- 1973 -  Ett köpmanshus i skärgården - Emilia, köpmannens hustru